# Prokschové
Prokschové nebo též počeštěně Prokšové je příjmení rodu libereckých hudebníků, hudebních pedagogů a výrobců hudebních nástrojů.

## Význační členové rodu

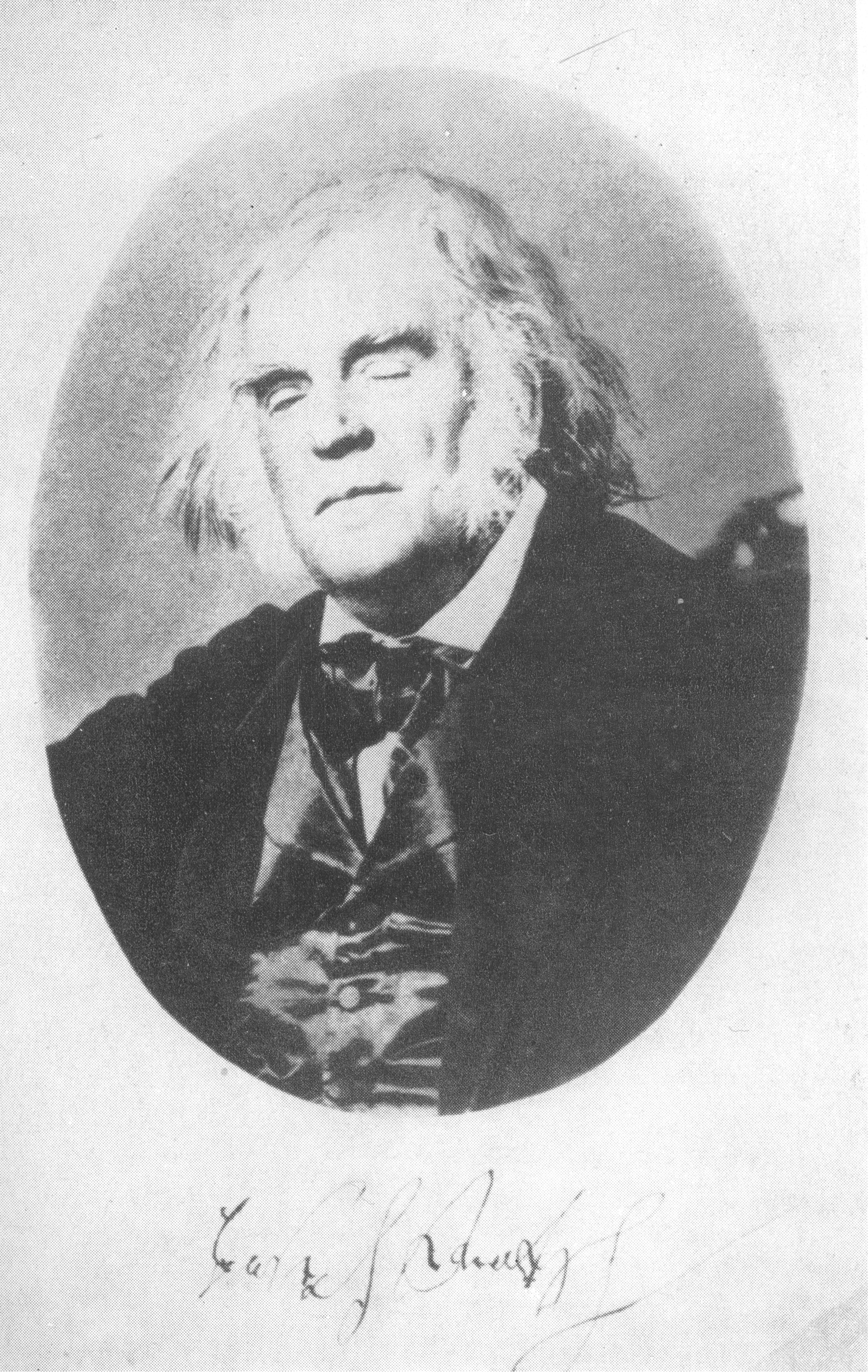
Joseph Proksch (1794-1864), významný hudebník, zakladatel rodu

### Josef Proksch
Josef/Joseph starší (4. srpna 1794, Liberec – 20. prosince 1864, Praha) byl hudební skladatel a pedagog. Narodil se v Liberci jako syn Antona Proksche staršího, hudebně nadaného tkalce, od něhož získal první hudební vzdělání. Následně u Philippa Pietsche studoval hudební teorii, zpěv, hru na housle, klavír a dechové nástroje a poté v letech 1809–1816 u Leopolda Koželuha hru na klavír, u Václava Matyáše Farníka klarinet.
Od dětství trpěl vadou zraku a od roku 1807 zcela oslepl, proto studoval v pražském Klarově Ústavu slepců metodiku a pedagogiku u Josepha Augusta Jarosche. V letech 1817-1818 podnikl turné po městech monarchie (včetně Štýrského Hradce a Vídně) a následně se věnoval studiu hudební pedagogiky, mj. u Johanna Bernharda Logiera v Berlíně, aby později mohl založit vlastní hudební školy, v roce 1825 v Liberci a roku 1831 v Praze a vyučovat podle nových metod. Mezi jeho žáky patřil také Bedřich Smetana.
Josef Proksch svou pražskou školu vedl až do své smrti v roce 1864. Za svou činnost získal čestné občanství města Liberce.

##### Skladby
- Opera Der Hungerthurm
- mše, menší chrámové skladby, koncert pro klarinet a klapkovou trubku, koncert pro klarinet a harfu, klarinetový koncert, klavírní skladby, písně, množství úprav skladeb pro klavír.

##### Spisy
- Allgemeine Musiklehre, dargestellt po pädagogischen Grundsätzen in Fragen u. Antworten, 2 sv. 1857
- Aphorismen über katholische Krichenmusik, 1858
- Versuch einer rationellen Unterrichtsmethode im Pianofortespiel, 50 dílů, 1841–64 (21894)

### Marie Prokschová

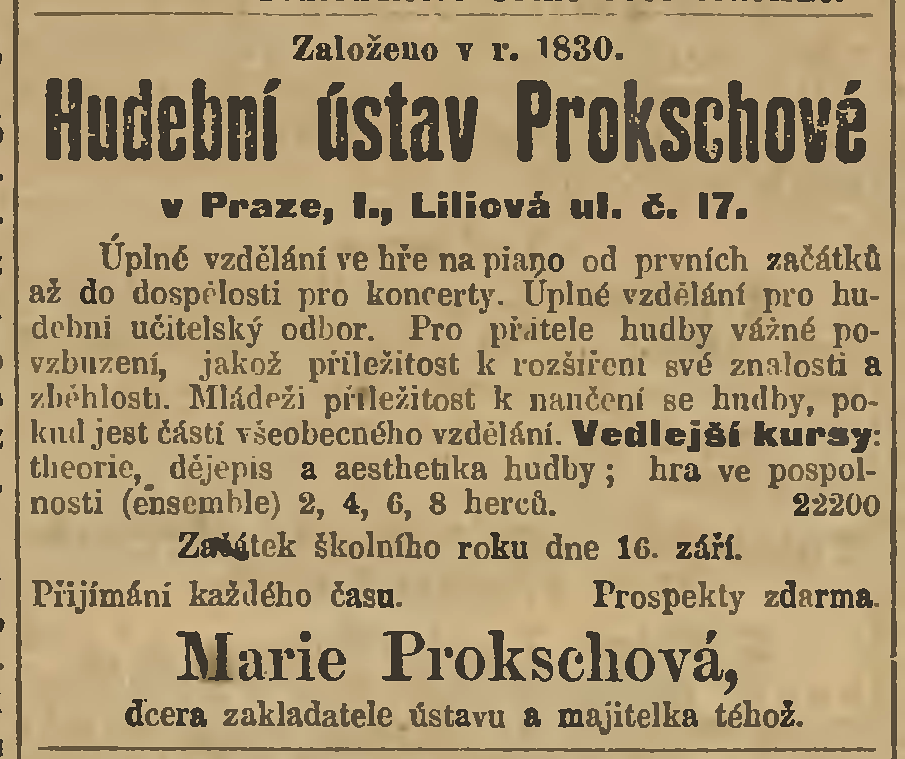
Novinový inzerát na Hudební ústavy Marie Prokschové v Liliové ulici č. 17 z roku 1899.

Jeho dcera Marie (1836, Praha – 17. května 1900 tamtéž) byla klavíristka a hudební pedagožka. Studovala hudební teorii u svého otce a v letech 1856/1857 uspořádala úspěšné koncerty v Lublani, Štýrském Hradci, Rijece a Terstu. Po delším pobytu v Paříži u Vilemíny Clauss-Szarwadyové, žákyně svého otce, se vrátila do Prahy, kde vystudovala hudební pedagogiku a pomáhala otci ve vedení školy. Roku 1876 jej nahradila ve funkci ředitele.

### Theodor Proksch
Jeho syn Theodor (1843, Praha – 8. března 1876 tamtéž) byl hudební pedagog a hudební skladatel. Studoval hudbu u svého otce a strýce Franze Proksche a v letech 1864–1876 společně se sestrou řídil hudební školu svého otce.
Byl autorem klavírních skladeb, a úprav skladeb pro klarinet.

### Anton Proksch
Anton, bratr Josefa (4. října 1804, Liberec – 17. května 1866 tamtéž) byl varhaník, hudební pedagog a skladatel. První vzdělání získal u otce a bratra a v roce 1825 se stal rovněž učitelem hry na klavír na rodinné hudební škole v Liberci, stejně jako jeho sestra Anna (? - ?). Od roku 1830 byl ředitelem školy, působil také jako varhaník a celkově se zasadil o rozkvět hudebního života v rodném městě. V roce 1858 si založil firmu pro obchod s klavíry. Po jeho smrti ve výuce na rodinné škole pokračoval syn Ludwig Robert.
Byl autorem orchestrálních skladeb, klavírní a varhanní hudby, chrámové hudby a písní.

### Josef Proksch mladší

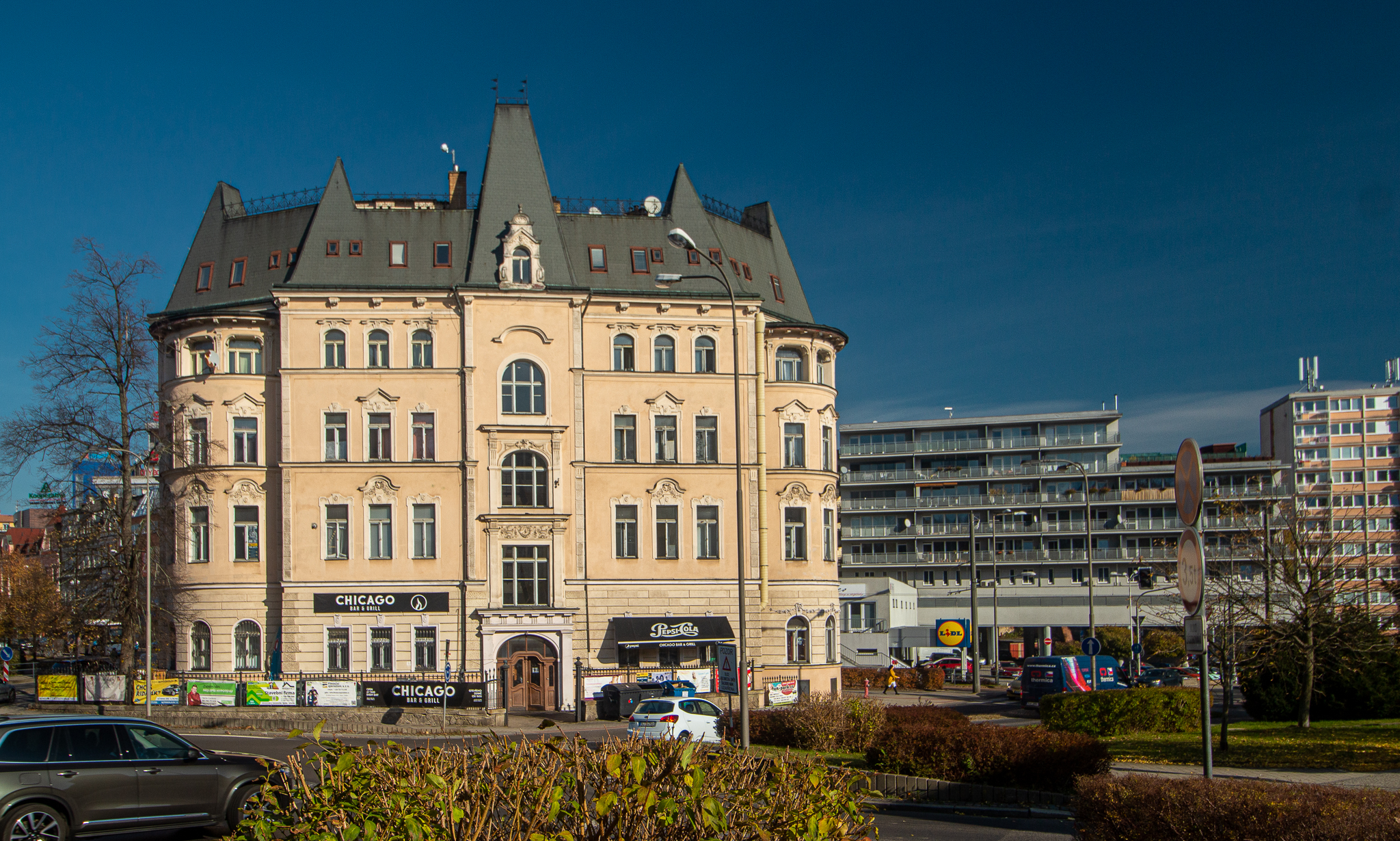
Anenský dvůr v Liberci, který nechal postavit Josef Proksch mladší, jako reprezentativní sídlo rodinné továrny na výrobu klavírů.

Antonův syn Joseph (16. července 1846, Liberec – 2. června 1904, Markvartice) byl výrobce klavírů. Po smrti svého otce převzal obchod s klavíry a opravnu nástrojů. Po několika rozšířeních provozu založil roku 1871 továrnu na pianina a v roce 1874 rozšířil výrobu také na křídla. V roce 1880 otevřel pobočku ve Vídni. Na Světové výstavě v Chicagu v roce 1893 získal Zlatou medaili.

### Ludwig Robert Proksch
Jeho bratr Ludwig Robert (1840, Liberec – 1895, Liberec?) byl hudební pedagog a hudební skladatel. Po smrti svého otce vedl hudební školu v Liberci.

### Robert Franz Proksch
Jeho syn Robert Franz (1872, Liberec? – 17. prosince 1933, Praha) byl hudební pedagog. Po smrti sestřenky Marie Prokschové vedl v letech 1900–1933 pražskou hudební školu Josefa Proksche.

### Hugo Proksch
Jeho bratr Hugo (6. března 1875, Liberec – po roce 1929 (místo?), učitel zpěvu. Studoval u svého otce a po vojenské službě působil nejprve jako důstojník (1893–1919) a od roku 1919 začal vyučovat zpěv a doprovázel na klavír při koncertech v Mnichově.

### Ferdinand Proksch
Bratr Josepha staršího, Ferdinand (1810, Liberec – 12. září 1866, Praha) byl lékař a klavírista. Také on získal hudební vzdělání u svého otce a bratra Josefa Proksche. Byl vedle lékařského povolání (studium na Univerzitě Karlově v roce 1830) činný také jako učitel hry na klavír na hudební škole svého bratra. V letech 1833–1849 žil ve Vídni, kde zakončil svá studia medicíny doktorským titulem, a kde se stal také uznávaným klavírním pedagogem. Roku 1849 se vrátil do Prahy, kde opět vyučoval na bratrově škole, však pro neshody s bratrem v roce 1859 odešel a vrátil se k soukromému vyučování.